# 6e étape du Tour de France 2019
Pour un article plus général, voir Tour de France 2019.
La 6e étape du Tour de France 2019 se déroule le jeudi 11 juillet 2019 entre Mulhouse et La Planche des Belles Filles, sur une distance de 160,5 kilomètres.

## Parcours
Voici enfin la première étape de vraie montagne, et quelle montagne ! Sept côtes, dont trois y compris l'arrivée sont de première catégorie, et deux sont de deuxième catégorie. De plus, depuis le dernier passage du Tour, le conseil départemental de la Haute-Saône a discrètement ajouté un kilomètre genre « strade bianche » à la fin de la montée à la Planche des Belles Filles, ce qui n'a pas plu à tous les habitants de l'endroit, au point que cette étape effraye un peu tous les coureurs et que le sprint intermédiaire, placé non loin du pied de la première montée, fait un peu figure de « mise en jambes » :
- km -10 : Mulhouse (départ fictif)
- km 0 : Départ réel
- km 29 : Linthal (sprint intermédiaire)
- km 43,5 : le Markstein (1)
- km 50,5 : le Grand Ballon (3)
- km 74 : col du Hundsruck (2)
- km 105 : le Ballon d'Alsace (1)
- km 123,5 : col des Croix (3)
- km 141,5 : col des Chevrères (2) (avec bonifications en temps)
- km 160,5 : arrivée à la Planche des Belles Filles (1)

Carte topographique de l’ascension de la Planche des Belles Filles, en rouge l'itinéraire classique, en jaune, la Super Planche, spécifique à l'édition 2019.

## Déroulement de la course

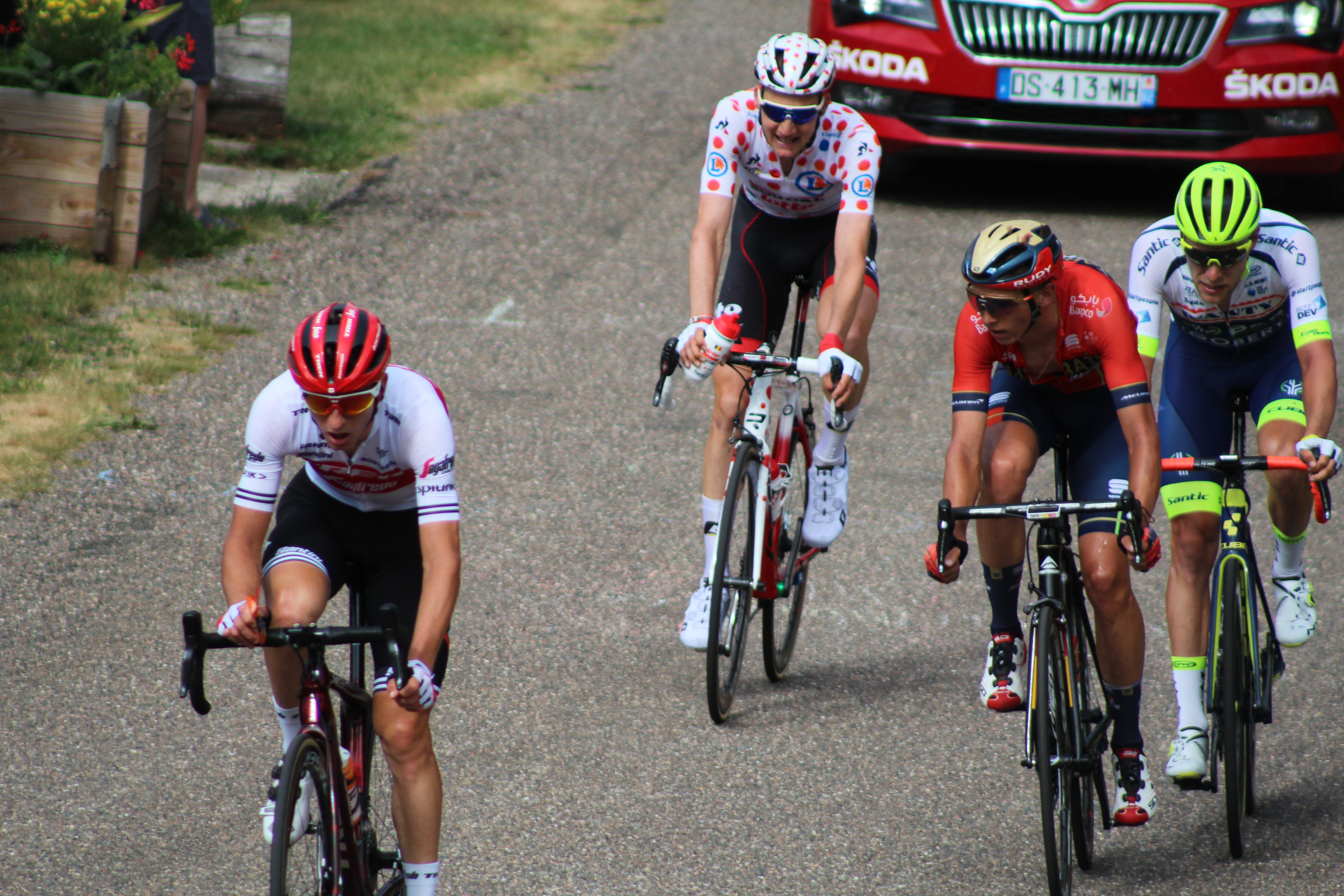
Passage de l'échappée à Belfahy.

Cette étape a vu les deux premiers abandons de ce Tour, puisque Patrick Bevin n'a pas pris le départ et que Nicolas Edet n'a pas terminé la course.
Une échappée de 14 coureurs se forme dès le quatrième kilomètre et tiendra 156 kilomètres non sans perdre des éléments en cours de route.
  33  Benoît Cosnefroy (AG2R La Mondiale)
  41  Dylan Teuns (Bahrain-Merida)
115  Serge Pauwels (CCC)
132  Julien Bernard (Trek-Segafredo)
133  Giulio Ciccone (Trek-Segafredo)
142  Nikias Arndt (Sunweb)
152  Natnael Berhane  (Cofidis)
164  Thomas De Gendt  (Lotto-Soudal)
168  Tim Wellens  (Lotto-Soudal)
173  Fabien Grellier (Total Direct Énergie)
186  Nils Politt (Katusha-Alpecin)
195  Xandro Meurisse (Wanty-Gobert)
197  Andrea Pasqualon (Wanty-Gobert)
215  André Greipel (Arkéa-Samsic)
Cette échappée a eu jusqu'à 8 minutes d'avance sur le peloton, et en particulier, ces coureurs s'adjugent les 14 premières places (sur 15) du sprint intermédiaire. Tim Wellens, maillot à pois, en profite pour arrondir son score de 26 points supplémentaires en se plaçant en ordre utile à cinq des six premiers cols ; en fin d'étape, le jury lui attribuera aussi le prix de la combativité.
Thomas De Gendt passe le col des Croix avec quelques mètres d'avance et en profite pour accélérer dans la descente, mais il n'ira pas ainsi jusqu'au col suivant, car la montée au col des Chevrères désagrège l'échappée, la plupart de ses membres décrochent, et Ciccone, Teuns, Wellens et Meurisse arrivent au sommet avec 4 minutes d'avance.

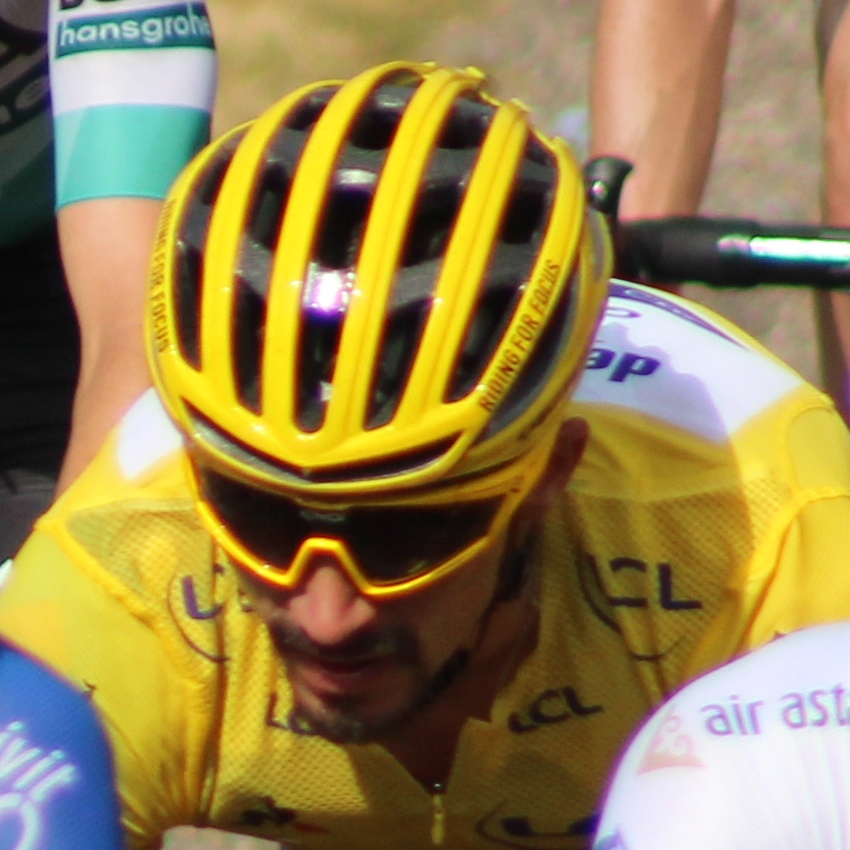
Julian Alaphilippe perd le mailllot jaune à l'issue de l'étape.

À l'ancien sommet de la Planche des Belles Filles, là où le sol change de couleur, Dylan Teuns attaque et décroche tous les autres sauf Ciccone qui reste dans sa roue jusqu'à l'arrivée ; Meurisse s'accroche avec peine. En tête du peloton, les Movistar puis les Ineos accélèrent, mais Julian Alaphilippe  attaque en force sur grand braquet ; ce n'est que sur la ligne qu'il est dépassé, à bout de souffle, par Geraint Thomas et Thibaut Pinot , ce qui lui fait perdre son maillot jaune au profit de Ciccone qui le dépasse d'à peine 6 secondes au général, c'est-à-dire moins que la somme des bonifications qu'il a obtenues à Chevrères et à l'arrivée.
Il n'y a plus vraiment de peloton à ce stade ; notons toutefois que puisque Ciccone est en catégorie « jeunes » il devient aussi titulaire du maillot blanc, et que puisque Wout van Aert  est arrivé avec plus de 14 minutes de retard, c'est Egan Bernal, arrivé douzième à quelques secondes derrière Alaphilippe et sixième au général, qui le portera par procuration. Quant au dossard jaune du classement par équipes, il change aussi de main, car à l'issue de cette étape l'équipe Trek-Segafredo dont fait partie Ciccone détrône les Jumbo-Visma.

## Résultats

### Classement de l'étape
| \| Classement de l'étape \| Classement de l'étape \| Classement de l'étape \| Classement de l'étape \| Classement de l'étape \| \| Coureur \| Coureur \| Pays \| Équipe \| Temps \| \| --------------------- \| --------------------- \| --------------------- \| --------------------- \| --------------------- \| \| 1er \| Dylan Teuns \| Belgique \| Bahrain-Merida \| 4 h 29 min 03 s \| \| 2e \| Giulio Ciccone \| Italie \| Trek-Segafredo \| + 11 s \| \| 3e \| Xandro Meurisse \| Belgique \| Wanty-Gobert \| + 1 min 05 s \| \| 4e \| Geraint Thomas \| Royaume-Uni \| Team Ineos \| + 1 min 44 s \| \| 5e \| Thibaut Pinot \| France \| Groupama-FDJ \| + 1 min 46 s \| \| 6e \| Julian Alaphilippe \| France \| Deceuninck-Quick Step \| + 1 min 46 s \| \| 7e \| Nairo Quintana \| Colombie \| Movistar Team \| + 1 min 51 s \| \| 8e \| Emanuel Buchmann \| Allemagne \| Bora-Hansgrohe \| + 1 min 51 s \| \| 9e \| Jakob Fuglsang \| Danemark \| Astana \| + 1 min 53 s \| \| 10e \| Mikel Landa \| Espagne \| Movistar Team \| + 1 min 53 s \| |                    |             |                       |                 |
| |                    |             |                       |                 |
| Source : ProCyclingStats |                    |             |                       |                 |
| Classement de l'étape |                    |             |                       |                 |
| Coureur | Coureur            | Pays        | Équipe                | Temps           |
| 1er | Dylan Teuns        | Belgique    | Bahrain-Merida        | 4 h 29 min 03 s |
| 2e | Giulio Ciccone     | Italie      | Trek-Segafredo        | + 11 s          |
| 3e | Xandro Meurisse    | Belgique    | Wanty-Gobert          | + 1 min 05 s    |
| 4e | Geraint Thomas     | Royaume-Uni | Team Ineos            | + 1 min 44 s    |
| 5e | Thibaut Pinot      | France      | Groupama-FDJ          | + 1 min 46 s    |
| 6e | Julian Alaphilippe | France      | Deceuninck-Quick Step | + 1 min 46 s    |
| 7e | Nairo Quintana     | Colombie    | Movistar Team         | + 1 min 51 s    |
| 8e | Emanuel Buchmann   | Allemagne   | Bora-Hansgrohe        | + 1 min 51 s    |
| 9e | Jakob Fuglsang     | Danemark    | Astana                | + 1 min 53 s    |
| 10e | Mikel Landa        | Espagne     | Movistar Team         | + 1 min 53 s    |

### Points attribués
| Sprint intermédiaire Linthal (km 29) | Sprint intermédiaire Linthal (km 29) | Sprint intermédiaire Linthal (km 29) | Sprint intermédiaire Linthal (km 29) | Sprint intermédiaire Linthal (km 29) |
| ------------------------------------ | ------------------------------------ | ------------------------------------ | ------------------------------------ | ------------------------------------ |
|                                      | Coureur                              | Pays                                 | Équipe                               | Point(s)                             |
| 1er                                  | Andrea Pasqualon                     | Italie                               | Wanty-Gobert                         | 20                                   |
| 2e                                   | Nils Politt                          | Allemagne                            | Katusha-Alpecin                      | 17                                   |
| 3e                                   | André Greipel                        | Allemagne                            | Arkéa-Samsic                         | 15                                   |
| 4e                                   | Nikias Arndt                         | Allemagne                            | Sunweb                               | 13                                   |
| 5e                                   | Thomas De Gendt                      | Belgique                             | Lotto-Soudal                         | 11                                   |
| 6e                                   | Dylan Teuns                          | Belgique                             | Bahrain-Merida                       | 10                                   |
| 7e                                   | Fabien Grellier                      | France                               | Total Direct Énergie                 | 9                                    |
| 8e                                   | Giulio Ciccone                       | Italie                               | Trek-Segafredo                       | 8                                    |
| 9e                                   | Natnael Berhane                      | Érythrée                             | Cofidis                              | 7                                    |
| 10e                                  | Xandro Meurisse                      | Belgique                             | Wanty-Gobert                         | 6                                    |
| 11e                                  | Serge Pauwels                        | Belgique                             | CCC                                  | 5                                    |
| 12e                                  | Benoît Cosnefroy                     | France                               | AG2R La Mondiale                     | 4                                    |
| 13e                                  | Tim Wellens                          | Belgique                             | Lotto-Soudal                         | 3                                    |
| 14e                                  | Julien Bernard                       | France                               | Trek-Segafredo                       | 2                                    |
| 15e                                  | Michael Matthews                     | Australie                            | Sunweb                               | 1                                    |
| modifier                             |                                      |                                      |                                      |                                      |

| Arrivée d'étape La Planche des Belles Filles (km 160,5) | Arrivée d'étape La Planche des Belles Filles (km 160,5) | Arrivée d'étape La Planche des Belles Filles (km 160,5) | Arrivée d'étape La Planche des Belles Filles (km 160,5) | Arrivée d'étape La Planche des Belles Filles (km 160,5) |
| ------------------------------------------------------- | ------------------------------------------------------- | ------------------------------------------------------- | ------------------------------------------------------- | ------------------------------------------------------- |
|                                                         | Coureur                                                 | Pays                                                    | Équipe                                                  | Point(s)                                                |
| 1er                                                     | Dylan Teuns                                             | Belgique                                                | Bahrain-Merida                                          | 20                                                      |
| 2e                                                      | Giulio Ciccone                                          | Italie                                                  | Trek-Segafredo                                          | 17                                                      |
| 3e                                                      | Xandro Meurisse                                         | Belgique                                                | Wanty-Gobert                                            | 15                                                      |
| 4e                                                      | Geraint Thomas                                          | Royaume-Uni                                             | Ineos                                                   | 13                                                      |
| 5e                                                      | Thibaut Pinot                                           | France                                                  | Groupama-FDJ                                            | 11                                                      |
| 6e                                                      | Julian Alaphilippe                                      | France                                                  | Deceuninck-Quick Step                                   | 10                                                      |
| 7e                                                      | Nairo Quintana                                          | Colombie                                                | Movistar                                                | 9                                                       |
| 8e                                                      | Emanuel Buchmann                                        | Allemagne                                               | Bora-Hansgrohe                                          | 8                                                       |
| 9e                                                      | Jakob Fuglsang                                          | Danemark                                                | Astana                                                  | 7                                                       |
| 10e                                                     | Mikel Landa                                             | Espagne                                                 | Movistar                                                | 6                                                       |
| 11e                                                     | Richie Porte                                            | Australie                                               | Trek-Segafredo                                          | 5                                                       |
| 12e                                                     | Egan Bernal                                             | Colombie                                                | Ineos                                                   | 4                                                       |
| 13e                                                     | Adam Yates                                              | Royaume-Uni                                             | Mitchelton-Scott                                        | 3                                                       |
| 14e                                                     | Daniel Martin                                           | Irlande                                                 | UAE Emirates                                            | 2                                                       |
| 15e                                                     | Rigoberto Urán                                          | Colombie                                                | EF Education First                                      | 1                                                       |
| modifier                                                |                                                         |                                                         |                                                         |                                                         |

|   | Coureur        | Pays     | Équipe         | Bonifications |
| - | -------------- | -------- | -------------- | ------------- |
| 1 | Giulio Ciccone | Italie   | Trek-Segafredo | 8 s           |
| 2 | Dylan Teuns    | Belgique | Bahrain-Merida | 5 s           |
| 3 | Tim Wellens    | Belgique | Lotto-Soudal   | 2 s           |

|   | Coureur         | Pays     | Équipe         | Bonifications |
| - | --------------- | -------- | -------------- | ------------- |
| 1 | Dylan Teuns     | Belgique | Bahrain-Merida | 10 s          |
| 2 | Giulio Ciccone  | Italie   | Trek-Segafredo | 6 s           |
| 3 | Xandro Meurisse | Belgique | Wanty-Gobert   | 4 s           |

### Cols et côtes
| Le Markstein (km 43,5) 1re catégorie (10,8km à 5,4%) | Le Markstein (km 43,5) 1re catégorie (10,8km à 5,4%) | Le Markstein (km 43,5) 1re catégorie (10,8km à 5,4%) | Le Markstein (km 43,5) 1re catégorie (10,8km à 5,4%) | Le Markstein (km 43,5) 1re catégorie (10,8km à 5,4%) |
| ---------------------------------------------------- | ---------------------------------------------------- | ---------------------------------------------------- | ---------------------------------------------------- | ---------------------------------------------------- |
|                                                      | Coureur                                              | Pays                                                 | Équipe                                               | Point(s)                                             |
| 1er                                                  | Tim Wellens                                          | Belgique                                             | Lotto-Soudal                                         | 10                                                   |
| 2e                                                   | Giulio Ciccone                                       | Italie                                               | Trek-Segafredo                                       | 8                                                    |
| 3e                                                   | Xandro Meurisse                                      | Belgique                                             | Wanty-Gobert                                         | 6                                                    |
| 4e                                                   | Natnael Berhane                                      | Érythrée                                             | Cofidis                                              | 4                                                    |
| 5e                                                   | Julien Bernard                                       | France                                               | Trek-Segafredo                                       | 2                                                    |
| 6e                                                   | Thomas De Gendt                                      | Belgique                                             | Lotto-Soudal                                         | 1                                                    |
| modifier                                             |                                                      |                                                      |                                                      |                                                      |

| Col du Grand Ballon (km 50,5) 3e catégorie (1,3km à 9,0%) | Col du Grand Ballon (km 50,5) 3e catégorie (1,3km à 9,0%) | Col du Grand Ballon (km 50,5) 3e catégorie (1,3km à 9,0%) | Col du Grand Ballon (km 50,5) 3e catégorie (1,3km à 9,0%) | Col du Grand Ballon (km 50,5) 3e catégorie (1,3km à 9,0%) |
| --------------------------------------------------------- | --------------------------------------------------------- | --------------------------------------------------------- | --------------------------------------------------------- | --------------------------------------------------------- |
|                                                           | Coureur                                                   | Pays                                                      | Équipe                                                    | Point(s)                                                  |
| 1er                                                       | Thomas De Gendt                                           | Belgique                                                  | Lotto-Soudal                                              | 2                                                         |
| 2e                                                        | Giulio Ciccone                                            | Italie                                                    | Trek-Segafredo                                            | 1                                                         |
| modifier                                                  |                                                           |                                                           |                                                           |                                                           |

| Col du Hundsruck (km 74) 2e catégorie (5,3km à 6,9%) | Col du Hundsruck (km 74) 2e catégorie (5,3km à 6,9%) | Col du Hundsruck (km 74) 2e catégorie (5,3km à 6,9%) | Col du Hundsruck (km 74) 2e catégorie (5,3km à 6,9%) | Col du Hundsruck (km 74) 2e catégorie (5,3km à 6,9%) |
| ---------------------------------------------------- | ---------------------------------------------------- | ---------------------------------------------------- | ---------------------------------------------------- | ---------------------------------------------------- |
|                                                      | Coureur                                              | Pays                                                 | Équipe                                               | Point(s)                                             |
| 1er                                                  | Natnael Berhane                                      | Érythrée                                             | Cofidis                                              | 5                                                    |
| 2e                                                   | Tim Wellens                                          | Belgique                                             | Lotto-Soudal                                         | 3                                                    |
| 3e                                                   | Giulio Ciccone                                       | Italie                                               | Trek-Segafredo                                       | 2                                                    |
| 4e                                                   | Thomas De Gendt                                      | Belgique                                             | Lotto-Soudal                                         | 1                                                    |
| modifier                                             |                                                      |                                                      |                                                      |                                                      |

| Col du Ballon d'Alsace (km 105) 1re catégorie (11,0km à 5,8%) | Col du Ballon d'Alsace (km 105) 1re catégorie (11,0km à 5,8%) | Col du Ballon d'Alsace (km 105) 1re catégorie (11,0km à 5,8%) | Col du Ballon d'Alsace (km 105) 1re catégorie (11,0km à 5,8%) | Col du Ballon d'Alsace (km 105) 1re catégorie (11,0km à 5,8%) |
| ------------------------------------------------------------- | ------------------------------------------------------------- | ------------------------------------------------------------- | ------------------------------------------------------------- | ------------------------------------------------------------- |
|                                                               | Coureur                                                       | Pays                                                          | Équipe                                                        | Point(s)                                                      |
| 1er                                                           | Tim Wellens                                                   | Belgique                                                      | Lotto-Soudal                                                  | 10                                                            |
| 2e                                                            | Xandro Meurisse                                               | Belgique                                                      | Wanty-Gobert                                                  | 8                                                             |
| 3e                                                            | Giulio Ciccone                                                | Italie                                                        | Trek-Segafredo                                                | 6                                                             |
| 4e                                                            | Natnael Berhane                                               | Érythrée                                                      | Cofidis                                                       | 4                                                             |
| 5e                                                            | Thomas De Gendt                                               | Belgique                                                      | Lotto-Soudal                                                  | 2                                                             |
| 6e                                                            | Serge Pauwels                                                 | Belgique                                                      | CCC                                                           | 1                                                             |
| modifier                                                      |                                                               |                                                               |                                                               |                                                               |

| Col des Croix (km 123,5) 3e catégorie (3,3km à 6,1%) | Col des Croix (km 123,5) 3e catégorie (3,3km à 6,1%) | Col des Croix (km 123,5) 3e catégorie (3,3km à 6,1%) | Col des Croix (km 123,5) 3e catégorie (3,3km à 6,1%) | Col des Croix (km 123,5) 3e catégorie (3,3km à 6,1%) |
| ---------------------------------------------------- | ---------------------------------------------------- | ---------------------------------------------------- | ---------------------------------------------------- | ---------------------------------------------------- |
|                                                      | Coureur                                              | Pays                                                 | Équipe                                               | Point(s)                                             |
| 1er                                                  | Thomas De Gendt                                      | Belgique                                             | Lotto-Soudal                                         | 2                                                    |
| 2e                                                   | Tim Wellens                                          | Belgique                                             | Lotto-Soudal                                         | 1                                                    |
| modifier                                             |                                                      |                                                      |                                                      |                                                      |

| Col des Chevrères (km 141,5) 2e catégorie (3,5km à 9,5%) | Col des Chevrères (km 141,5) 2e catégorie (3,5km à 9,5%) | Col des Chevrères (km 141,5) 2e catégorie (3,5km à 9,5%) | Col des Chevrères (km 141,5) 2e catégorie (3,5km à 9,5%) | Col des Chevrères (km 141,5) 2e catégorie (3,5km à 9,5%) |
| -------------------------------------------------------- | -------------------------------------------------------- | -------------------------------------------------------- | -------------------------------------------------------- | -------------------------------------------------------- |
|                                                          | Coureur                                                  | Pays                                                     | Équipe                                                   | Point(s)                                                 |
| 1er                                                      | Giulio Ciccone                                           | Italie                                                   | Trek-Segafredo                                           | 5                                                        |
| 2e                                                       | Dylan Teuns                                              | Belgique                                                 | Bahrain-Merida                                           | 3                                                        |
| 3e                                                       | Tim Wellens                                              | Belgique                                                 | Lotto-Soudal                                             | 2                                                        |
| 4e                                                       | Xandro Meurisse                                          | Belgique                                                 | Wanty-Gobert                                             | 1                                                        |
| modifier                                                 |                                                          |                                                          |                                                          |                                                          |

| \| La Planche des Belles Filles (km 160,5) 1re catégorie (7,0km à 8,7%) \| La Planche des Belles Filles (km 160,5) 1re catégorie (7,0km à 8,7%) \| La Planche des Belles Filles (km 160,5) 1re catégorie (7,0km à 8,7%) \| La Planche des Belles Filles (km 160,5) 1re catégorie (7,0km à 8,7%) \| La Planche des Belles Filles (km 160,5) 1re catégorie (7,0km à 8,7%) \| \| -------------------------------------------------------------------- \| -------------------------------------------------------------------- \| -------------------------------------------------------------------- \| -------------------------------------------------------------------- \| -------------------------------------------------------------------- \| \| \| Coureur \| Pays \| Équipe \| Point(s) \| \| 1er \| Dylan Teuns \| Belgique \| Bahrain-Merida \| 10 \| \| 2e \| Giulio Ciccone \| Italie \| Trek-Segafredo \| 8 \| \| 3e \| Xandro Meurisse \| Belgique \| Wanty-Gobert \| 6 \| \| 4e \| Geraint Thomas \| Royaume-Uni \| Ineos \| 4 \| \| 5e \| Thibaut Pinot \| France \| Groupama-FDJ \| 2 \| \| 6e \| Julian Alaphilippe \| France \| Deceuninck-Quick Step \| 1 \| \| modifier \| \| \| \| \| |                    |             |                       |          |
| La Planche des Belles Filles (km 160,5) 1re catégorie (7,0km à 8,7%) |                    |             |                       |          |
| | Coureur            | Pays        | Équipe                | Point(s) |
| 1er | Dylan Teuns        | Belgique    | Bahrain-Merida        | 10       |
| 2e | Giulio Ciccone     | Italie      | Trek-Segafredo        | 8        |
| 3e | Xandro Meurisse    | Belgique    | Wanty-Gobert          | 6        |
| 4e | Geraint Thomas     | Royaume-Uni | Ineos                 | 4        |
| 5e | Thibaut Pinot      | France      | Groupama-FDJ          | 2        |
| 6e | Julian Alaphilippe | France      | Deceuninck-Quick Step | 1        |
| modifier |                    |             |                       |          |

### Prix de la combativité
- Tim Wellens (Lotto-Soudal)

## Classements à l'issue de l'étape

### Classement général
| \| Classement général \| Classement général \| Classement général \| Classement général \| Classement général \| \| Coureur \| Coureur \| Pays \| Équipe \| Temps \| \| ------------------ \| ------------------ \| ------------------ \| --------------------- \| ------------------ \| \| 1er \| Giulio Ciccone \| Italie \| Trek-Segafredo \| 23 h 14 min 55 s \| \| 2e \| Julian Alaphilippe \| France \| Deceuninck-Quick Step \| + 6 s \| \| 3e \| Dylan Teuns \| Belgique \| Bahrain-Merida \| + 32 s \| \| 4e \| George Bennett \| Nouvelle-Zélande \| Team Jumbo-Visma \| + 47 s \| \| 5e \| Geraint Thomas \| Royaume-Uni \| Team Ineos \| + 49 s \| \| 6e \| Egan Bernal \| Colombie \| Team Ineos \| + 53 s \| \| 7e \| Thibaut Pinot \| France \| Groupama-FDJ \| + 58 s \| \| 8e \| Steven Kruijswijk \| Pays-Bas \| Team Jumbo-Visma \| + 1 min 04 s \| \| 9e \| Michael Woods \| Canada \| EF Education First \| + 1 min 13 s \| \| 10e \| Rigoberto Urán \| Colombie \| EF Education First \| + 1 min 15 s \| |                    |                  |                       |                  |
| |                    |                  |                       |                  |
| Source : ProCyclingStats |                    |                  |                       |                  |
| Classement général |                    |                  |                       |                  |
| Coureur | Coureur            | Pays             | Équipe                | Temps            |
| 1er | Giulio Ciccone     | Italie           | Trek-Segafredo        | 23 h 14 min 55 s |
| 2e | Julian Alaphilippe | France           | Deceuninck-Quick Step | + 6 s            |
| 3e | Dylan Teuns        | Belgique         | Bahrain-Merida        | + 32 s           |
| 4e | George Bennett     | Nouvelle-Zélande | Team Jumbo-Visma      | + 47 s           |
| 5e | Geraint Thomas     | Royaume-Uni      | Team Ineos            | + 49 s           |
| 6e | Egan Bernal        | Colombie         | Team Ineos            | + 53 s           |
| 7e | Thibaut Pinot      | France           | Groupama-FDJ          | + 58 s           |
| 8e | Steven Kruijswijk  | Pays-Bas         | Team Jumbo-Visma      | + 1 min 04 s     |
| 9e | Michael Woods      | Canada           | EF Education First    | + 1 min 13 s     |
| 10e | Rigoberto Urán     | Colombie         | EF Education First    | + 1 min 15 s     |

### Classement par points
| Classement par points | Classement par points | Classement par points | Classement par points | Classement par points |
| Coureur               | Coureur               | Pays                  | Équipe                | Points                |
| --------------------- | --------------------- | --------------------- | --------------------- | --------------------- |
| 1er                   | Peter Sagan           | Slovaquie             | Bora-Hansgrohe        | 144 pts               |
| 2e                    | Michael Matthews      | Australie             | Team Sunweb           | 98 pts                |
| 3e                    | Elia Viviani          | Italie                | Deceuninck-Quick Step | 92 pts                |
| 4e                    | Sonny Colbrelli       | Italie                | Bahrain-Merida        | 88 pts                |
| 5e                    | Matteo Trentin        | Italie                | Mitchelton-Scott      | 75 pts                |
| 6e                    | Mike Teunissen        | Pays-Bas              | Team Jumbo-Visma      | 64 pts                |
| 7e                    | Greg Van Avermaet     | Belgique              | CCC Team              | 62 pts                |
| 8e                    | Jasper Stuyven        | Belgique              | Trek-Segafredo        | 48 pts                |
| 9e                    | Julian Alaphilippe    | France                | Deceuninck-Quick Step | 47 pts                |
| 10e                   | Caleb Ewan            | Australie             | Lotto-Soudal          | 46 pts                |

### Classement du meilleur jeune
| Classement du meilleur jeune | Classement du meilleur jeune | Classement du meilleur jeune | Classement du meilleur jeune | Classement du meilleur jeune |
| Coureur                      | Coureur                      | Pays                         | Équipe                       | Temps                        |
| ---------------------------- | ---------------------------- | ---------------------------- | ---------------------------- | ---------------------------- |
| 1er                          | Giulio Ciccone               | Italie                       | Trek-Segafredo               | 23 h 14 min 55 s             |
| 2e                           | Egan Bernal                  | Colombie                     | Team Ineos                   | + 53 s                       |
| 3e                           | Enric Mas                    | Espagne                      | Deceuninck-Quick Step        | + 1 min 23 s                 |
| 4e                           | David Gaudu                  | France                       | Groupama-FDJ                 | + 1 min 52 s                 |
| 5e                           | Wout van Aert                | Belgique                     | Team Jumbo-Visma             | + 13 min 20 s                |
| 6e                           | Nils Politt                  | Allemagne                    | Katusha-Alpecin              | + 16 min 11 s                |
| 7e                           | Gregor Mühlberger            | Autriche                     | Bora-Hansgrohe               | + 16 min 45 s                |
| 8e                           | Maximilian Schachmann        | Allemagne                    | Bora-Hansgrohe               | + 16 min 53 s                |
| 9e                           | Laurens De Plus              | Belgique                     | Team Jumbo-Visma             | + 17 min 53 s                |
| 10e                          | Tiesj Benoot                 | Belgique                     | Lotto-Soudal                 | + 19 min 41 s                |

### Classement du meilleur grimpeur
| Classement de la montagne | Classement de la montagne | Classement de la montagne | Classement de la montagne  | Classement de la montagne |
| Coureur                   | Coureur                   | Pays                      | Équipe                     | Points                    |
| ------------------------- | ------------------------- | ------------------------- | -------------------------- | ------------------------- |
| 1er                       | Tim Wellens               | Belgique                  | Lotto-Soudal               | 43 pts                    |
| 2e                        | Giulio Ciccone            | Italie                    | Trek-Segafredo             | 30 pts                    |
| 3e                        | Xandro Meurisse           | Belgique                  | Wanty-Gobert               | 27 pts                    |
| 4e                        | Dylan Teuns               | Belgique                  | Bahrain-Merida             | 13 pts                    |
| 5e                        | Natnael Berhane           | Érythrée                  | Cofidis, Solutions Crédits | 13 pts                    |
| 6e                        | Toms Skujiņš              | Lettonie                  | Trek-Segafredo             | 9 pts                     |
| 7e                        | Thomas De Gendt           | Belgique                  | Lotto-Soudal               | 8 pts                     |
| 8e                        | Geraint Thomas            | Royaume-Uni               | Team Ineos                 | 4 pts                     |
| 9e                        | Simon Clarke              | Australie                 | EF Education First         | 4 pts                     |
| 10e                       | Greg Van Avermaet         | Belgique                  | CCC Team                   | 2 pts                     |

### Classement par équipes
| Classement par équipes | Classement par équipes | Classement par équipes | Classement par équipes |
| Équipe                 | Équipe                 | Pays                   | Temps                  |
| ---------------------- | ---------------------- | ---------------------- | ---------------------- |
| 1re                    | Trek-Segafredo         | États-Unis             | 70 h 19 min 27 s       |
| 2e                     | Movistar Team          | Espagne                | + 1 min 19 s           |
| 3e                     | Groupama-FDJ           | France                 | + 2 min 04 s           |
| 4e                     | EF Education First     | États-Unis             | + 4 min 26 s           |
| 5e                     | Ineos                  | Royaume-Uni            | + 7 min 46 s           |
| 6e                     | Team Jumbo-Visma       | Pays-Bas               | + 8 min 31 s           |
| 7e                     | Bahrain-Merida         | Bahreïn                | + 10 min 20 s          |
| 8e                     | UAE Team Emirates      | Émirats arabes unis    | + 11 min 03 s          |
| 9e                     | Astana                 | Kazakhstan             | + 11 min 40 s          |
| 10e                    | AG2R La Mondiale       | France                 | + 13 min 28 s          |

## Abandons
- 112 -  Patrick Bevin (CCC) : Non-partant[2]
- 153 -  Nicolas Edet (Cofidis) : Abandon[2]

## Le maillot jaune du jour
Chaque jour, un maillot jaune différent est remis au leader du classement général, avec des imprimés rendant hommage à des coureurs ou à des symboles qui ont marqué l'histoire l'épreuve, à l'occasion du centième anniversaire du maillot jaune.
Le maillot représente les coureurs en plaine, en ville ou encore à la montagne.